# Wapen van De Waterlanden

Het wapen van De Waterlanden was het wapen van het voormalige waterschap De Waterlanden in de Nederlandse provincie Noord-Holland. Het waterschap ontstond in 1981 uit de fusie tussen verschillende polders en waterschappen in de regio Waterland, het waterschap kreeg het wapen op 27 oktober dat jaar door de Hoge Raad van Adel toegekend.
Gelijk aan een aantal gemeentes in de regio vertoonde ook dit wapen een rood schild met daarop een zilveren (witte) zwaan met een gouden kroon om de hals.

## Blazoen
De beschrijving van het wapen luidde als volg:
In keel een zwaan van zilver met om de hals een kroon van goud, en boven vergezeld van acht bezanten van goud, geplaatst vijf en drie. Het schild gedekt met een gouden kroon van vijf bladeren en ter linker zijde gehouden door een zeemeermin van natuurlijke kleur.
Het wapenschild is rood van kleur met daarop een zilveren (witte) zwaan. De zwaan heeft om de hals een gouden kroon. In het schildhoofd boven de zwaan staan in totaal acht gouden bezanten (munten), de bovenste rij vijf en de onderste rij drie. Het wapen heeft als schildhouder een zeemeermin van natuurlijke kleur. Naast de zwaan is ook het wapen gekroond door een kroon, deze bestaat uit vijf bladeren.

## Vergelijkbare wapens
De volgende wapens hebben eveneens de Waterlandse zwaan op het schild staan:

Het wapen van Buiksloot
Het wapen van Broek in Waterland
Het wapen van Landsmeer
Het wapen van Nieuwendam
Het wapen van Ransdorp
Het wapen van de gemeente Waterland
Het wapen van het Dijkbestuur van Waterland